# Birkelse
Birkelse is een plaats in de Deense regio Noord-Jutland, gemeente Jammerbugt. De plaats telt 741 inwoners (2008). Het dorp is samengesmolten met Ryå. In Ryå staat het stationsgebouw dat aan de voormalige spoorlijn Hjørring - Aabybro ligt.
De plaats kwam in maart 2017 in het nieuws toen een schooljongen, Daniel Rom Kristiansen, met een metaaldetector het wrak vond van een in de Tweede Wereldoorlog neergestorte Duitse Messerschmitt Bf 109. Het stoffelijk overschot van de piloot, Bruno Krüger, bevond zich nog in het toestel.